# 앨버트 히스
앨버트 히스(영어: Albert Heath, 1935년 5월 31일 ~ 2024년 4월 3일)는 미국의 재즈 하드 밥 드러머로, 테너 색소폰 연주자 지미 히스와 콘트라베이스 연주자 퍼시 히스의 형제이다.

## 생애 및 경력
미국 펜실베니아주 필라델피아에서 태어난 그는 1957년 존 콜트레인과 함께 처음 녹음했다. 1958년부터 1974년까지 J. J. 존슨, 웨스 몽고메리, 아트 파머, 베니 골슨의 재즈테트, 시더 월튼, 보비 티먼스, 케니 드루, 소니 롤린스, 덱스터 고든, 조니 그리핀, 허비 행콕, 프리드리히 굴다, 니나 시몬, 유세프 라티프와 함께 일했다.
1975년, 그와 형들인 지미 그리고 퍼시는 히스 브라더스를 결성했다. 그는 1978년까지 이 그룹에 남아 있다가 프리랜서로 떠났다. 그는 연주자 생활 내내 광범위하게 녹음했다.
그의 많은 워크샵과 강의 과제들 중에서 히스는 스탠포드 재즈 워크샵의 정규 강사이다.

## 음반 목록

### 사이드맨
With 존 콜트레인
- Coltrane (Prestige, 1957)
- Lush Life (Prestige, 1956-58 [1961])

With 아트 파머
- Big City Sounds (Argo, 1960) – with Benny Golson
- Art (Argo, 1960)
- The Jazztet and John Lewis (Argo, 1961) – with Benny Golson
- The Jazztet at Birdhouse (Argo, 1961) – with Benny Golson
- New York Jazz Sextet: Group Therapy (Scepter, 1966)
- Voices All (Eastworld, 1982) – with Benny Golson
- Moment to Moment (Soul Note, 1983) – with Benny Golson
- Central Avenue Reunion (Contemporary, 1989)

With 베니 골슨
- Take a Number from 1 to 10 (Argo, 1961)
- The Roland Kirk Quartet Meets the Benny Golson Orchestra (Mercury, 1964)

With 덱스터 고든
- Both Sides of Midnight (Black Lion, 1967 [1981])
- Body and Soul (Black Lion, 1967 [1981])
- Take the "A" Train (Black Lion, 1967 [1988])
- The Tower of Power! (Prestige, 1969)
- More Power! (Prestige, 1969)

With 허비 행콕
- The Prisoner (Blue Note, 1969)